# Vendryňské vápenky
Vendryňské vápenky jsou technickou památkou nacházející se v obci Vendryně blízko Třince, asi 2 km severně od železniční zastávky ČD. Nejlepší přístup je této železniční zastávky a dále po zelené značce, která se pod Malým Ostrým napojuje na hřebenovku vedoucí na Velkou Čantoryji.

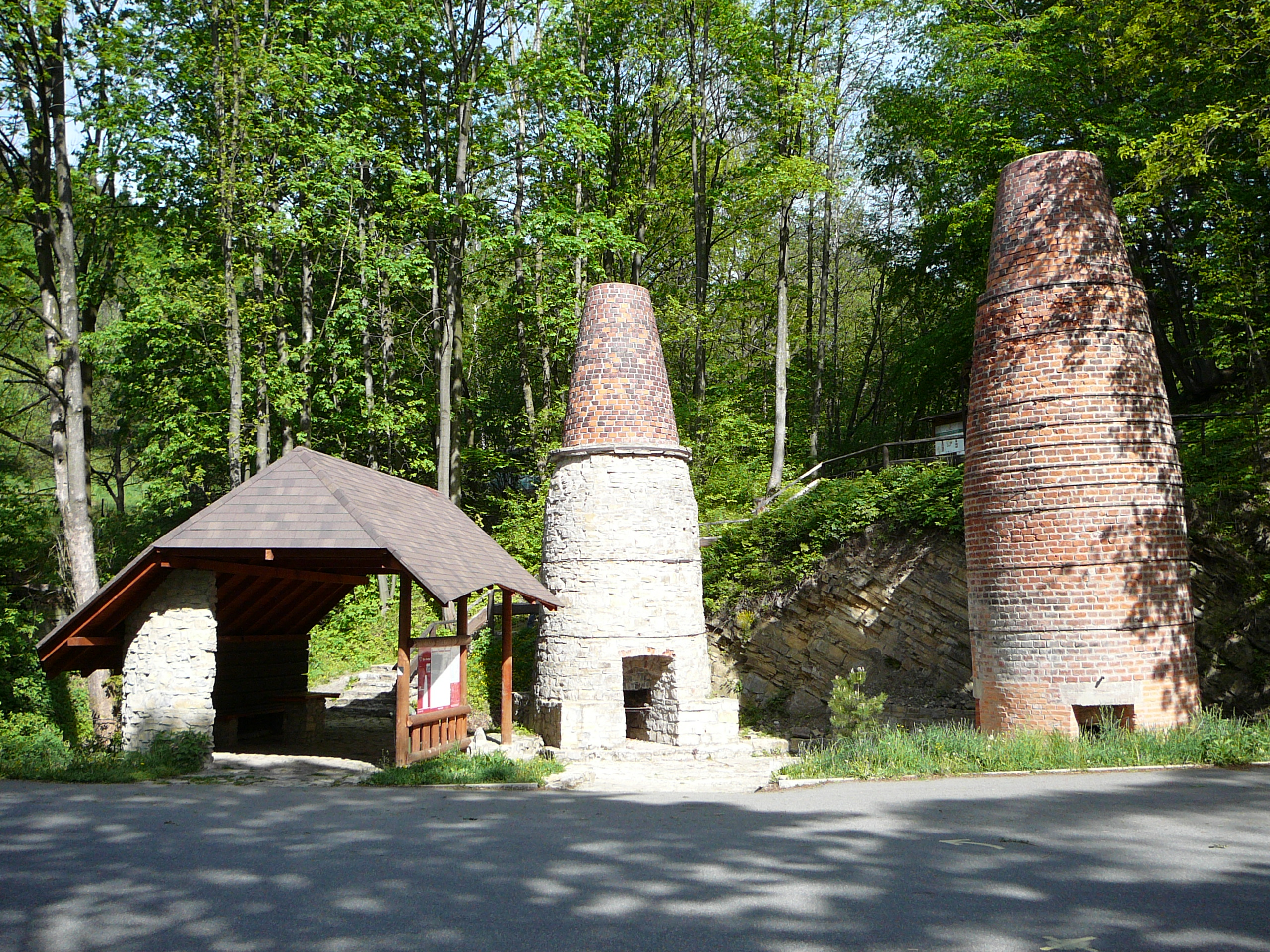
Vendryňské vápenky s posezením pro turisty

## Historie
Vznik těchto pecí se datuje na začátek 19. století, kdy zde probíhaly geologické průzkumy zaměřené na ložiska železné rudy pro zdejší železárny. Na území obce Vendryně se těžila ruda nejprve pro huť v nedaleké polské Ustroni a později pro nově založenou huť v Třinci. V této době se rovněž začal těžit vápenec, jako nepostradatelná surovina pro výrobu železa ve vysoké peci. Ve Vendryni byl těžen ve třech lomech a následně zpracováván ve vápenných pecích. I když těžba železné rudy v blízkém okolí brzy ustala pro svou malou vydatnost, vápenné pece sloužily zdejším obyvatelům dále. Jelikož se pece využívaly neustále musely být čas od času opraveny. Oprava takové pece nebyla nikterak náročná, prováděla se jednak formou vyzdívání a  pro udržení stability se používaly ocelová obinadla a výztuže. Provoz pecí byl definitivně ukončen až v roce 1965, čili celých 40 let upadly do zapomnění a chátraly. V roce 2003 byly opraveny a restaurovány, aby tak sloužily jako technická památka.

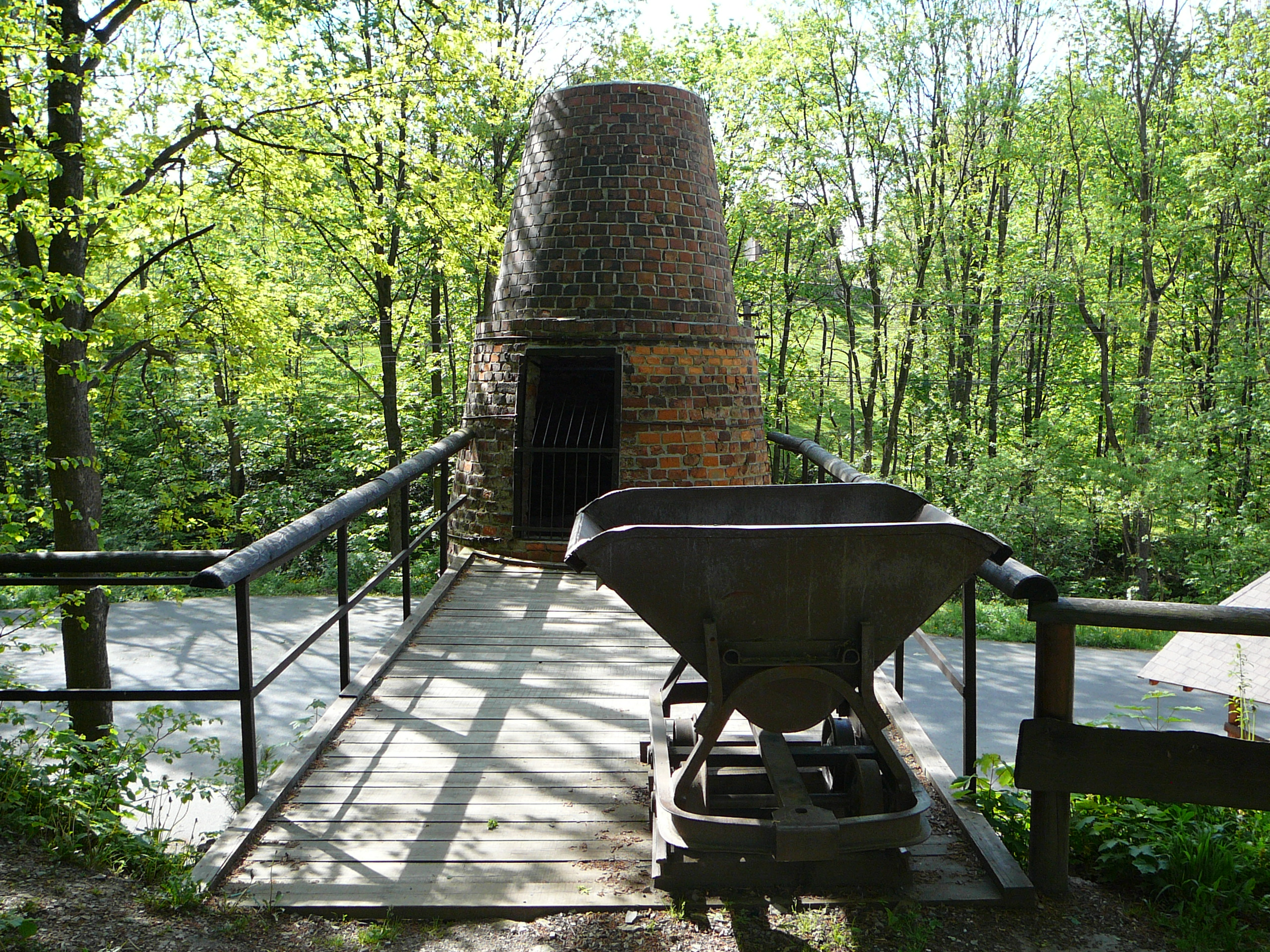
Detail navážecí rampy s vozíkem

## Parametry vápenných pecí
Vendryňské vápenné pece jsou dvě: starší, kamenná a mladší, cihlová. Starší kamenná pec je vysoká 9,3 m, z toho je do 5. metrů vyzděna z kamene, zbylá část tvoří cihly. Průměr u paty konstrukce činí 3,7 m, a stabilitu pece zajišťují 3 ocelové obruče. Navážecí rampa se u této pece nedochovala.
Mladší „cihlová“ pec je vysoká přes 10 m, průměr u paty konstrukce je 3,45 m a stabilitu zajišťuje 10 ocelových lan. Zde se zachovala navážecí rampa i s vozíkem.
Obě pece mají 2 otvory, první je pro násyp vsázky z rampy, a druhý pro odběr páleného vápna.

## Výroba vápna
Výroba vápna probíhala střídavým navážením vsázky (vápence CaCO3 a uhlí C). Uhlí sloužilo jako přísada pro odstranění nežádoucího uhlíku ve složení vápence. Tím jak vsázka hořela, neustále se propadávala dolů do pece a vzniklé zplodiny CO2 odcházely komínem pryč. Po ukončení této jednoduché reakce zůstalo na dně pece pálené vápno CaO, které se expedovalo na místo potřeby.
- CaCO3 → CaO + CO2